# Bene (Unternehmen)
Bene ist ein Möbelhersteller mit Sitz in Waidhofen an der Ybbs in Österreich.

## Geschichte
1790 wurde das Unternehmen von Michael Bene in Waidhofen an der Ybbs als kleine Tischlerei gegründet und blieb auch bis in die 1940er Jahre eine Tischlerei. Die 1929 von Karl Bene in Wien gegründete Unternehmenssparte stellte Büroartikel, beispielsweise hölzerne Briefablagen und Aktenordner, her.
Die Möbelsparte in Waidhofen an der Ybbs wurde 1951 unter dem damaligen Inhaber Gottfried Bene auf die industrielle Fertigung von Büromöbeln umgestellt. Im Mai 1975 wurde eine neue Produktionsstätte mit 15.000 m² in Betrieb genommen. 1980 wurden Geschäftsstellen in London und Moskau eröffnet. 1988 übersiedelte das Unternehmen vom damaligen Produktionsstandort im Waidhofener Ortsteil Zell in die heutige, vom Architekten Laurids Ortner entworfene Unternehmenszentrale.
In den Jahren 1995 bis 1998 gründete Bene Filialen in Slowenien, Tschechien, der Slowakei, Ungarn, Rumänien und Polen. 1998 erschloss die Bene-Gruppe den deutschen Markt und integrierte die deutsche Handelsgruppe Objektform. Von 2000 bis 2003 erfolgte der Aufbau des Vertriebsnetzes in Westeuropa, Bene eröffnete Filialen in den Beneluxstaaten und Frankreich. Zeitgleich wurde das Waidhofener Werk um 9.000 m² auf 40.000 m² erweitert und mit einem Investitionsvolumen von rund 22 Millionen Euro modernisiert.
2002 wurde die Büroartikelsparte an einen amerikanischen Investor verkauft. 2003 gründete Bene das Joint Venture Bene Nowy Styl S.A. in Polen. Mit der Eröffnung einer Filiale in Dubai ist das Unternehmen im Mittleren Osten vertreten. 2004 folgte eine Kooperation mit dem japanischen Büromöbelproduzenten KOKUYO CO., LTD. Im gleichen Jahr wurde das Vertriebsnetz außerdem um die Länder Kroatien und Serbien erweitert.
Im August 2004 erfolgte der Einstieg eines Finanzkonsortiums unter der Führung der Unternehmens Invest AG (UIAG), das Bene 2006 an die Börse brachte. Im selben Jahr unterzog sich Bene einem Zertifizierungsprozess nach ISO 9001 und 14001. Bene setzte weiter auf Expansion und erweiterte das Vertriebsnetz um die Länder Bulgarien, Ukraine, Spanien, Irland und Kuwait. Im November 2006 kam es zur Übernahme der deutschen TILL-Gruppe, eines Büromöbelfachhändlers und bisherigen Vertriebspartners von Bene. Im April 2007 übernahm Bene seinen langjährigen Fachhandelspartner in Belgien.
Die Bene-Gruppe erwirtschaftete im Geschäftsjahr 2011/12 einen Umsatz von 193,9 Millionen Euro, das EBITDA lag bei 1,7 Millionen Euro. Mit 82 Vertriebsstellen in 32 Ländern war das Unternehmen international präsent. Die Exportquote lag bei 72 %. Von 1. August 2009 bis 31. Juli 2010 senkte die Bene AG im Rahmen eines Kosteneinsparungs- und Effizienzsteigerungsprogramms zwecks Senkung der Personalkosten die Arbeitszeit für alle Angestellten in Österreich auf 80 % bei entsprechender Gehaltsreduzierung.
Am 17. April 2013 präsentierte die Bene AG die vorläufigen Zahlen für das Geschäftsjahr 2012/13 mit einem Gruppenumsatz in Höhe von EUR 213,6 Mio. und einen Jahresfehlbetrag von EUR −28,7 Mio. Damit wurden die vom Unternehmensreorganisationsgesetz verlangten Kriterien verfehlt und eine Sanierung wurde notwendig. Der Anlegervertreter Wilhelm Rasinger kritisierte in diesem Zusammenhang die Eigentümerfamilie des Unternehmens, deren Einfluss im Unternehmen er für zu stark hielt. Der Börsengang sei für das Unternehmen zu gewagt gewesen.
Am 27. März 2015 wurde die Übernahme von 90 % des Unternehmens durch den Investor und Sanierer Erhard Grossnigg (grosso holding) und die Bartenstein Holding per Juni 2015 bekanntgegeben. Die Mitarbeiterzahlen gingen in der Folge von 1.050 auf 920 zurück. Am 8. Juni 2015 wurde auf einer außerordentlichen Hauptversammlung ein Kapitalschnitt von 22,4 Mio. Euro beschlossen und Martin Bartenstein in den Aufsichtsrat gewählt. Am 11. Dezember 2015 erfolgte ein Ausschluss von Minderheitsaktionären, woraufhin Bene nicht mehr an der Wiener Börse notierte. Das Unternehmen wird seitdem in Form einer GmbH geführt.
Nach Abschluss der Sanierung macht die Unternehmensgruppe nach eigenen Angaben seit Ende 2016 wieder Gewinne. Am 12. Februar 2018 wurde bekannt, dass der oberösterreichische Büromöbelhersteller hali sowie die insolvente Firma Svoboda von Bene übernommen werden.

## Auszeichnungen
- 1974 mit Gernot Grabherr: Staatspreis Design für ein Büromöbelorganisationsprogramm
- 1987 mit dem Österreichischen Staatswappen[11]
- 1988 mit Hausrucker & Co, Laurids Ortner: Staatspreis Design für Büroeinrichtungsprogramm C5